# Oractis bursifera
Oractis bursifera is een zeeanemonensoort uit de familie Oractiidae.
Oractis bursifera is voor het eerst wetenschappelijk beschreven door Riemann-Zürneck in 2000.